# مصطفى الزرقا
مصطفى أحمد الزرقاء (1904- 3 يوليو 1999) عالم سوري من أبرز علماء الفقه في العصر الحديث، أطل على العالم الإسلامي في وقت كان يئن تحت نير الاستعمار الإنجليزي والفرنسي الذي أدى إلى تراجع البلاد وانهيارها سياسيا واقتصاديا واجتماعيا وفكريا.وقام العلامة في التوجيه والإصلاح وظهر أثر الفكر الغربي في الفكر والثقافة الإسلامية، فظهر الفكر الاستشراقي والتبشيري. في هذه الأوضاع ظهر الشيخ مصطفى الزرقا مصلحاً ذا أثر عظيم في إصلاح المجتمع ونهضته.

## مولده وأسرته
ولد الشيخ مصطفى الزرقا بمدينة حلب في سورية عام 1322 هـ الموافق 1904م في بيت علم وصلاح. فوالده هو الفقيه الشيخ أحمد الزرقا مؤلّف (شرح القواعد الفقهية)، وجدّه العلاّمة الكبير الشيخ محمد الزرقا، وكلاهما من كبار علماء مذهب الأحناف، في حلب الشهباء، وقد سماها الشيخ الدكتور يوسف القرضاوي بسلسلة الذهب في العلم. واسماه المربي الكبير الشيخ محمد النبهان الفقيه ابن الفقيه

## طلبه للعلم
حفظ القرآن منذ صغره في الكتاتيب، تتلمذ على يد المحدث بدر الدين الحسني والمؤرخ محمد راغب الطباخ والعلامة محمد الحنيفي. نال شهادة البكالوريا الأولى في شعبة العلوم والآداب وحصل على الدرجة الأولى على طلاب سورية. توجه إلى دمشق عام 1929 م ونال البكالوريا الثانية في شعبة الرياضيات والفلسفة ثم التحق بالجامعة السورية. في عام 1933م تخرج من كليتي الحقوق والآداب معا وأحرز الدرجة الأولى ثم حاز عام 1947 شهادة الدبلوم في الشريعة الإسلامية من كلية الحقوق بجامعة فؤاد الأول (جامعة القاهرة حاليا).

## شيوخه وأساتذته
يأتي في مقدمة أساتذته وشيوخه: والده وجده الفقيهان الكبيران رحمهما الله. درس عليهما الفقه الحنفي، وقواعد لأحكام العدلية.
العلامة الفقيه النحوي الشيخ: أحمد المكتبي الشافعي ـ ت 1342 هــ. درس عليه شرحه لجوهرة التوحيد (المنهاج السديد) و (رسالة التوحيد) للشيخ محمد عبده، كما درس عليه التفسير والبلاغة.
الشيخ: محمد الحنيفي المتوفى بجدة سنة ـ 1342 هــ وهو من أعظم شيوخه تأثيراً فيه.
العلامة المؤرخ المحدث الشيخ: محمد راغب الطباخ ـ ت 1370 هــ. درس عليه الحديث والسيرة النبوية.
الشيخ أحمد الكردي ـ ت 1373 هــ. أمين الفتوى بحلب.
الشيخ إبراهيم السلقيني الجد ـ ت 1367 هــ.
الشيخ عيسى البيانوني ـ 1362 هــ.
الشيخ أحمد الشماع ـ 1362 هــ.
الشيخ محمد الناشد ـ ت 1362 هــ.
كما حضر في دمشق أثناء دراسته الجامعية دروس العلامة المحدث الكبير الشيخ محمد بدر الدين الحسني.
ودرَّسَه في الشام أيضاً: الشيخ عبد القادر المبارك، وعبد القادر المغربي، وسليم الجندي، وشاعر الشام شفيق جبري.

## تلاميذه
استمر الشيخ الزرقا في التدريس في جميع المحافل العلمية، لمدة تنوف عن الأربعين سنة، وقد نبغ من تلاميذه كثيرون.
من أشهرهم: 
- الشيخ المحدث عبد الفتاح أبو غدة.
- الفقيه الحنفي الشيخ محمد الملاح.
- اللغوي الأديب عبد الرحمن رأفت الباشا.
- الفقيه الأصولي الشيخ محمد فوزي فيض الله.

## وظائفه
عينته وزارة الأوقاف في الكويت خبيراً للموسوعة الفقهية فيها سنة 1966، درس في عدد كبير من كليات الشريعة في سوريا والجامعة الأردنية والخليج، يعتبر حجة في الاجتهاد مثل قضايا البنوك والتلقيح الاصطناعي والبيوع الحديثة.  انتخب في المجلس النيابي السوري نائبا عن مدينة حلب عام 1954م وأسندت إليه وزارتا العدل والأوقاف عامي 1956 و 1962م.

## أقوال العلماء في علمه
قال الشيخ يوسف القرضاوي: علماء الشام الكبار أربعة: مصطفى السباعي، ومصطفى الزرقا، ومحمد المبارك، ومعروف الدواليبي. حصل على جائزة الملك فيصل العالمية للدراسات الإسلامية عام 1404 هـ تقديراً لإسهاماته المميّزة في مجال الدراسات الفقهية، وخاصّة كتابه: «المدخل إلى نظرية الالتزام في الفقه الإسلامي».
وقالوا عن كتابه المدخل الفقهي العام: اعتصم الفقه الإسلامي من طالبيه في المتون، وتحصن في الشروح، واستعصى على طلابه في اللغة المغلقة والأسلوب العقيم، وكان كل من له إلمام بالفقه الإسلامي، وكل من عانى من قراءة كتبه، يود أن توطأ للناس هذه الكتب حتى تتيسر لهم قراءتها، وتسهل عليهم دراستها، وحتى يستطيعوا أن يوازنوا بين الفقه الحديث وبين الفقه الإسلامي العتيد؛ ذلك الفقه الغني بموضوعاته ونظرياته واصطلاحاته، المتميز بدقته وقوته، ليكون لهم من هذه الموازنة ما يزيد ثقافتهم، ويوسع آفاقهم، ويفتح أعينهم، ويوجههم إلى الطريق المستقيم.

## مؤلفاته
اهتم الشيخ الزرقا بإصدار سلستين علميتين فقهييتين قانونيتين:
الأولى: السلسلة الفقهية: وعنوانها العام:«الفقه الإسلامي في ثوبه الجديد»، وقد بلغت أجزاؤها أربعة مجلدات: الجزء الأول والثاني: «المدخل الفقهي العام» والجزء الثالث:«المدخل إلى نظرية الالتزام العامة في الفقه الإسلامي»، والجزء الرابع:«العقود المسماة في الفقه الإسلامي: عقد البيع».
الثانية: السلسلة القانونية: وتتألف من ثلاث مجلدات في:«شرح القانون المدني السوري». وقد حوت هذه السلسلة مقارنات كثيرة بالفقه، وأبرزت بوضوح ما يتميز به الفقه الإسلامي من إحاطة ودقة وشمول.
وله أيضاً:
- أحكام الأوقاف.
- في الحديث النبوي.
- الاستصلاح والمصالح المرسلة في الفقه الإسلامي.
- الفعل الضار والضمان فيه.
- نظام التأمين، والرأي الشرعي فيه.
- الفقه الإسلامي ومدارسه (بتكليف من منظمة اليونسكو).
- رسالة بعنوان: عظمة محمد مجمع العظمات البشرية.
- عقد الاستصناع وأثره في نشاط البنوك الإسلامية.
- صياغة شرعية لنظرية التعسف في استعمال الحق.
- ديوان شعر، بعنوان: قوس قزح.

ومن أواخر ما صدر له:
فتاوى مصطفى الزرقا: التي جمعها تلميذه الشيخ مجد مكي وكان قد عرضها عليه في حال حياته من عدد من الدوريات، وما اجتمع لدى الشيخ من إجابات على أسئلة يُسأل عنها، كما قدَّم لها الدكتور يوسف القرضاوي بمقدمة ممتعه.. وقد لقي هذا العمل استحساناً وثناءً من جلة أهل العلم والفضل.
وله العديد من البحوث المنثورة في مجلة مجمع الفقه الإسلامي.

## منهجه العلمي
ويقوم منهجه على أسس هي:
1- الاستقلال في الفهم والبعد عن العصبية المذهبية.
2- التخفيف والتيسير والبعد عن الحرج بضوابطه الفقهية.
3- تطبيق مبدأ سد الذرائع.
4- الأخذ بفقه الضرورة.
5- التعليل للحكم الفقهي.
6- ذكر الحكم الديني بجانب الحكم القضائي.
7- الاستدلال بالقواعد الفقهية والأصولية.
8- إحالة المستفتي إلى كتاب يستوفي الموضوع.
9- سؤال إخوانه من أهل العلم.
10- إيجاد البدائل الشرعية للأوضاع المحرمة.
11- تقييد الفتوى بقيود وضوابط.

## وفاته
وافته المنية يوم السبت 19 ربيع الأول 1420 هـ الموافق 3 يوليو 1999 م بعد أذان صلاة العصر وهو جالس ينقح الفتاوى ويبوبها.

## روابط خارجية
مصطفى الزرقا.. فقيه العصر

https://amalpress.blogspot.com/2011/01/blog-post_24.html